# Pseudonicsara lina
Pseudonicsara lina är en insektsart som beskrevs av Sigfrid Ingrisch 2009. Pseudonicsara lina ingår i släktet Pseudonicsara och familjen vårtbitare. Inga underarter finns listade i Catalogue of Life.